# Dálný sever
Dálný sever (rusky Крайний Север) je část území Ruské federace, která se nachází hlavně na severu státu většinou za polárním kruhem. Zaujímá téměř celou Sibiř s výjimkou jihozápadní a jižní části, Kamčatku a Čukotku. Táhne se od poloostrova Kola až na severní okraj Sachalinu v Ochotském moři. Má velmi nepříznivé podmínky pro život lidí a vyznačuje se extrémně drsnými klimatickými podmínkami.

## Rajóny Dálného severu

Dálný sever
Území, která se přirovnávají k rajónům Dálného severu

V souladu se zákony Ruské federace se k rajónům Dálného severu započítávají:
- Všechny ostrovy v Severním ledovém oceánu a jeho mořích a také ostrovy v Beringově a Ochotském moři
- Archangelská oblast: Něnecký autonomní okruh, město Severodvinsk, rajóny: Lešukonský rajón, Mezeňský rajón, Piněžský rajón a také Solovecké ostrovy
- Irkutská oblast: Katangský rajón
- Kamčatský kraj
- Republika Karélie: město Kostomukša; rajóny: Bělomorský rajón, Kalevalský rajón, Kemský rajón, Louchský rajón
- Republika Komi: města Vorkuta, Inta, Usinsk (kromě obce Usť-Lyža v městském okruhu Usinsk, která se někdy počítá mezi Dálný sever), rajóny: Ižemský rajón, Pečora, Usť-Cilemský rajón
- Krasnojarský kraj': města Igarka, Dudinka a Norilsk; rajóny: Severo-Jenisejský rajón, Tajmyrský Dolgano-Něněcký rajón, Turuchanský rajón, Evenkijský rajón
- Magadanská oblast a Murmanská oblast
- Sachalinská oblast: města Ocha; rajóny: Kurilský městský okruh, Noglikský městský okruh, Ochinský městský okruh, Severo-Kurilský městský okruh, Jiho-Kurilský městský okruh
- Tuva: Mongun-Tajginský chošún, Todžinský chošún, Šynaanská vesnická správa Kyzylského chošúnu
- Ťumeňská oblast: Jamalo-něnecký autonomní okruh, Bělojarský a Běrjozovský rajón Chantymansijského autonomního okruhu
- Chabarovský kraj: Ajano-Majský rajón, Ochotský rajón
- Čukotský autonomní okruh
- Republika Sacha (Jakutsko)

## Území, která se přirovnávají k rajónům Dálného severu
Některá území Ruské federace se z právního hlediska počítají k rajónům Dálného severu:
- Republika Altaj: Koš-Agačský rajón, Ulaganský rajón
- Amurská oblast: města Zeja a Tynda; rajóny: Zejský rajón, Selemdžinský rajón, Tyndinský rajón
- Archangelská oblast: města: Archangelsk, Kotlas, Korjažma, Mirnyj, Novodvinsk, Oněga; rajóny: Vělský rajón, Věrchnětojemský rajón, Vilegodský rajón, Vinogradovský rajón, Kargopolský rajón, Konošský rajón, Kotlasský rajón, Krasnoborský rajón, Lenský rajón, Ňandomský rajón, Oněžský rajón, Plesecký rajón, Přímořský rajón, Usťjanský rajón, Cholmogorský rajón, Šenkurský rajón
- Republika Burjatsko: Barguzinský rajón, Bauntovský evenkijský rajón, Kurumkanský rajón, Mujský rajón, Okinský rajón, Severo-Bajkalský rajón
- Zabajkalský kraj: Kalarský rajón, Tungiro-Oljokminský rajón, Tungokočenský rajón
- Irkutská oblast: města Bratsk, Bodajbo, Usť-Ilimsk, Usť-Kut; rajóny: Bodajbinský rajón, Bratský rajón, Kazačinsko-Lenský rajón, Kirenský rajón, Mamsko-Čujský rajón, Nižněilimský rajón, Usť-Ilimský rajón, Usť-Kutský rajón
- Republika Karélie: města Petrozavodsk a Sortavala; rajóny: Kondopožský rajón, Lachděnpochský rajón, Medvežjegorský rajón, Mujezerský rajón, Oloněcký rajón, Pitkjarantský rajón, Prioněžský rajón, Prjažinský rajón, Pudožský rajón, Segežský rajón, Suojarvský rajón
- Republika Komi: města Syktyvkar, Pečora, Uchta; rajóny: Vuktyl, Kňažpogostský rajón, Kojgorodský rajón, Kortkerosský rajón, Priluzský rajón, Sosnogorsk, Syktyvdinský rajón, Sysolský rajón, Troicko-Pečorský rajón, Usť-Vymský rajón, Udorský rajón, Usť-Kulomský rajón; obec Usť-Lyža v městském okruhu Usinsk
- Krasnojarský kraj: města Jenisejsk a Lesosibirsk; rajóny: Boguchanský rajón, Jenisejský rajón, Kežemský rajón, Motyginský rajón
- Permský kraj: okruhy: Komi-Permjacký rajón; rajóny: Gajnský rajón, Kosinský rajón, Kočjovský rajón
- Přímořský kraj: rajóny: Dalněgorský městský okruh, Kavalerovský rajón, Olginský rajón, Ternejský rajón; sídlo městského typu Vostok Krasnoarmějského rajónu, obce Boguslavěc, Vostrecovo, Dalnij Kut, Izmajlicha, Mělničnoje, Roščino, Tajožnoje, Moloďožnoje Krasnoarmějského rajónu
- Sachalinská oblast: město Južno-Sachalinsk a Južno-Sachalinský městský okruh; rajóny: Alexandrovsk-Sachalinský rajón, Anivský městský okruh, Dolinskij, Korsakovský městský okruh, Makarovský městský okruh, Něvelský městský okruh, Poronajský městský okruh, Smirnychovskij, Tomarinský městský okruh, Tymovský městský okruh, Uglegorský městský okruh, Cholmský městský okruh
- Tomská oblast: města Kolpaševo a Streževoj; rajóny: Alexandrovský rajón, Bakčarský rajón, Věrchněketský rajón, Kargasokský rajón, Kolpaševský rajón, Krivošeinský rajón, Molčanovský rajón, Parabělský rajón, Těguldětský rajón, Čainský rajón
- Tuva: město Kyzyl; Baj-Tajginský chošún, Barun-Chemčikský chošún, Dzun-Chemčikský chošún, Kaa-Chemský chošún, Kyzylský chošún (kromě území Šynaanské vesnické správy, které se někdy řadí k rajónům Dálného severu), Ovjurský chošún, Pij-Chemský chošún, Sut-Cholský chošún, Tandinský chošún, Tes-Chemský chošún, Ulug-Chemský chošún, Čaa-Cholský chošún, Čedi-Cholský chošún, Erzinský chošún
- Ťumeňská oblast: Chantymansijský autonomní okruh - Jugra (kromě Bělojarského a Běrjozovského rajónu, které se řadí k rajónům Dálného severu), rajóny: Uvatský rajón
- Chabarovský kraj: rajóny: Vaninský rajón, Věrchněbureinský rajón, Komsomolský rajón, Nikolajevský rajón, Rajón Poliny Osipěnko, Sovecko-Gavanský rajón, Solněčný rajón, Tuguro-Čumikanský rajón a Ulčský rajón; města: Amursk, Komsomolsk na Amuru, Nikolajevsk na Amuru a Sovětskaja Gavaň; sídla městského typu Elban v Amurském rajónu; obce Ačan, Džujen, Vozněsenskoje, Ommi, Padali v Amurském rajónu